# Roga-Roga
 (février 2016).
Si vous disposez d'ouvrages ou d'articles de référence ou si vous connaissez des sites web de qualité traitant du thème abordé ici, merci de compléter l'article en donnant les références utiles à sa vérifiabilité et en les liant à la section « Notes et références ».
Roga-Roga (de son vrai nom Ibambi Okombi Rogatien), né le 31 août 1974 à Fort Rousset (actuellement Owando), est un musicien congolais, leader du groupe Extra-Musica.
Roga-Roga commence sa carrière musicale, dans une chorale catholique et dans l'orchestre Cogiex Stars de Mava Tytan puis, il crée avec ses amis Espé Bass, Kila Mbongo, Guy-Guy Fall, Durell Loemba, Quentin Moyasko, Oxy-Oxygène, Ramatoulaye Ngolali, Régis Touba et Pinochet Thierry, le mythique orchestre Extra-Musica.
Après trois albums à succès, le groupe subit des départs de quelques membres de l'orchestre et scission oblige, ils vont se partager le nom Extra-Musica dont lui, ajoutera au sien Zangul tandis que les dissidents vont créer Extra-Musica International. Mais, avec plusieurs albums et des titres mémorables comme État-Major, Shalaï et Trop c'est trop, Roga-Roga finit par prendre le dessus sur les dissidents qui vont finir par s'éclater en plusieurs groupes et laissant la scène à Extra Musica Zangul qui va obtenir plusieurs distinctions continentales dont celle du meilleur groupe musical africain de la décennie aux KORAS.
En 2010, à l'occasion du cinquantenaire de l'indépendance de la république du Congo, il est décoré chevalier dans l'ordre du mérite congolais et devient ainsi, le premier de sa génération à recevoir une telle distinction.

## Biographie
En 1993, après la guerre civile, il fait partie des jeunes issues de la chorale de l'église Sainte Marie de Ouenze, situé au nord de Brazzaville qui décide de former un groupe pour animer culturellement la ville. Il en devient rapidement soliste et chef d'orchestre et lui donne son nom de Extra-Musica.
Pendant des années, il mène son orchestre vers la gloire tout en écartant les membres phares du groupe. Roga-Roga est considéré aujourd'hui[réf. nécessaire]. Le chef de l'État congolais Denis Sassou-Nguesso élève Roga-Roga au grade de chevalier dans l'ordre du Mérite congolais, le 3 décembre 2010, à Brazzaville.
Le journal Les Dépêches de Brazzaville rapporte que c'est le ministre de la culture et des arts, Jean-Claude Gakosso, qui a remis à Rogatien Ibambi Okombi, dit Roga Roga, l'insigne honorifique après lecture des textes réglementaires en la matière faite par le Grand chancelier des ordres nationaux, Norbert Okiokoutina. Cette cérémonie marque la reconnaissance par le Grand maître des ordres nationaux, le chef de l'État, Denis Sassou N'Guesso, de l'œuvre du jeune artiste musicien dit le "Suprême" ou le "Lampadaire".

## Décorations
- Chevalier de l'ordre du Mérite congolais[3].

## Discographie

### Albums studio avec Extra Musica
- 1995 : Les Nouveaux Missiles
- 1996 : Confirmation
- 1997 : Ouragan
- 1998 : État-Major
- 1999 : Shalaï
- 2001 : Trop c'est trop
- 2004 : Obligatoire
- 2006 : La Main noire
- 2018 : 242

### Albums solo
- 2010 : Sorcellerie (Kindoki)
- 2014 : Contentieux
- 2016 : Oyo ekoya eya

### Maxi-singles
- 2020 : Patati-Patata
- 2021 : Bokoko
- 2023 : Nzoungou